# Реферативний переклад
Реферати́вний пере́клад — різновид перекладу, при якому відбувається стиснення основного змісту вихідного тексту однією мовою засобами іншої.
З одного боку, реферативний переклад являє собою форму реферування та змістовну редукцію тексту. З іншого боку, він підпадає під означення перекладу як передачі інформації, яка міститься у деякому творі, засобами іншої мови.

## Основні етапи реферативного перекладу
Відповідно до першого з визначень терміну «реферативний переклад» існують наступні основні етапи його підготовки:
- виділення ключових фрагментів;
- повне або часткове перефразування частини виділених ключових фрагментів;
- узагальнення змістовних частин тексту, що реферується, та їх трансдукція мовою перекладу;
- переказ отриманого ряду трансдуктів (кінцевого тексту) при умові введення у кінцевий текст перехідних елементів.

Згідно з другим визначенням терміну «реферативний переклад» робота над ним відбувається за такою схемою:
- докладне вивчення оригіналу;
- виклад змісту оригіналу за власним планом, який повинен відображати:
  - проблематику тексту;
  - основні питання твору;
  - акценти, які, з точки зору аспіранта, заслуговують на особливу увагу;
- формулювання висновків, можливе висловлення оцінки.

Слід відмітити, що хоча в анотації та рефераті є певні спільні риси (оскільки обидва ці види творів належать до наукових мета текстів), але головною відмінністю між ними є те, що при реферативному перекладі основні мікротеми повинні бути не лише визначеними, як в анотаційному перекладі, але й повинні розкриватися більш обширно.
Якщо в оригіналі є малюнки, креслення, то потрібно вибрати найважливіші і пояснити їх при перекладі.